# Karuri
Karuri – miasto w Kenii, w hrabstwie Kiambu. W 2019 liczyło 194,3 tys. mieszkańców. Jest częścią obszaru metropolitalnego Nairobi.